# 圣亚根
圣亚根（法語：Saint-Yaguen，法語發音：[sɛ̃ jaɡɛn]）是法国朗德省的一个市镇，位于该省中部，属于达克斯区。

## 地名
该地名“Saint-Yaguen”为[sɛ̃ jaɡɛn]而非[sɛ̃ jaɡɑ̃]或[sɛ̃ jaɡɛ̃]，根据实际发音其应译作“圣亚根”，《世界地名译名词典》将其纯按法汉译音表译作“圣亚冈”。

## 地理
圣亚根（43°53'21"N, 0°44'32"W）面积37.59 平方千米，位于法国新阿基坦大区朗德省，该省份为法国西南部沿海省份，是法國本土面积第二大的省，北起吉倫特省，西临大西洋，南至大西洋比利牛斯省，东临热尔省，东北与洛特-加龍省接壤。
与圣亚根接壤的市镇（或旧市镇、城区）包括：贝隆格、卡尔卡雷斯-圣克鲁瓦、卡尔桑-蓬松、梅扬、乌斯-叙藏、圣马丹多内。
圣亚根的时区为UTC+01:00、UTC+02:00（夏令时）。

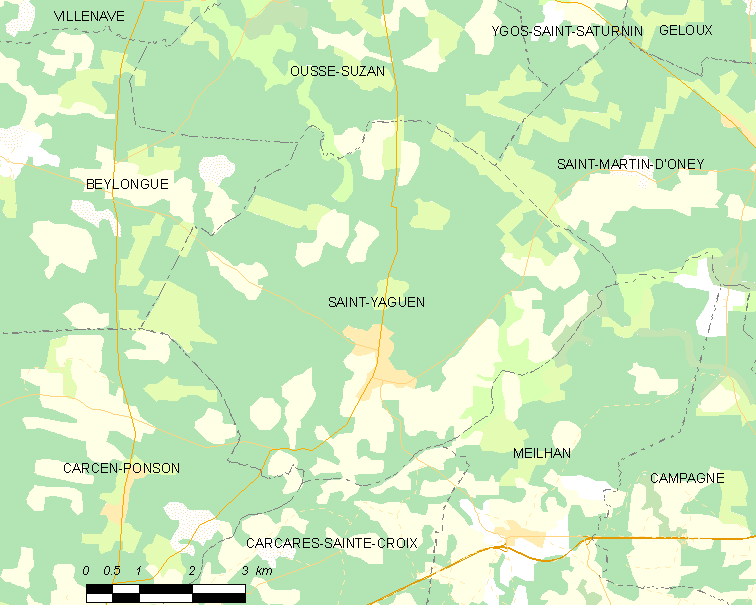
圣亚根的OSM定位图

## 行政
圣亚根的邮政编码为40400，INSEE市镇编码为40285。

## 政治
圣亚根所属的省级选区为莫尔桑克斯-塔尔塔斯地区县。

## 人口

1962-2008年间圣亚根人口变化图示

圣亚根于2022年1月1日时的人口数量为628人。